# NGC 6672
NGC 6672 este o galaxie situată în constelația Lira. A fost descoperită în 24 iulie 1879 de către Édouard Stephan⁠(d).